# 橋本星奈
橋本 星奈（はしもと せいな、1994年9月3日 - ）は、チューリップテレビのアナウンサー。

## 略歴
富山県南砺市出身。富山県立砺波高等学校、富山大学芸術文化学部文化マネジメントコース卒業。大学時代は15代目プリンセスチューリップに選ばれる。
2016年（平成28年）北陸朝日放送（テレビ朝日系列）に入社。報道制作局報道部で報道記者を担当。事件や事故、地域のニュースを取材。ゼロから企画を立案、深掘りする特集枠を担当したり、高校野球や県警24時のディレクター（取材・構成・編集）も務めた。番組内では自らリポーターを務め、現場の臨場感をお茶の間に発信。
2020年（令和2年）ラジオ局のTOKYO FMに転職。ラジオアナウンサーとして活躍の場を移して活躍。
2021年（令和3年）4月、チューリップテレビ（TBSテレビ系列）に入社。報道制作局（アナウンサー）所属。

## 人物
- 特技はダンス、歌の歌詞を覚えること。特に昔からモーニング娘。好き。大学時代はダンス部に所属[5]
- 趣味はカラオケ、ドライブ、映画、読書、食べること、好きなバンドのライブに行くこと[5]
- 好きな言葉は「自分に負けない強さが、どんな壁をも壊していく」[5]
- 好きな映画は「アバウト・タイム〜愛おしい時間について〜」「ヴァイオレット・エヴァーガーデン」[5]
- 好きな本は「西の魔女が死んだ」、「重力ピエロ」[5]
- 好きな食べ物は寿司、肉、米、透き通ったスープのラーメン[5]
- 苦手な食べ物はパクチーや生姜など香りが強いもの[5]
- 好きなタイプは、自分にないものを持っていて尊敬できる人[5]
- 休日の過ごし方はゲーム、ドラマ・アニメ・映画鑑賞、ひとりカラオケ[5]
- 生まれ育った富山好き[5]
- 血液型はO型[5]
- 元フジテレビアナウンサーのカトパンこと加藤綾子に似ていると言われる
- 大学時代はアナウンススクール・テレビ朝日アスクに通う。同期にテレビ朝日の三谷紬、井澤健太朗、日本テレビの伊藤遼、後呂有紗、フジテレビの久慈暁子（現在は退社）、海老原優香、安宅晃樹がいる[6]

### エピソード
アイドルグループ「elsy」のメンバー「橋本せいな」（以下、「せいな」と表記）は、橋本と名前が同音異字の別人であるが、こちらは富山県黒部市出身であり、2022年10月よりFMとやまで冠番組「橋本せいな・コンプレッサーのぷぷぷラジオ」を始めたため、チューリップテレビの橋本にも「ラジオも始めたのですか？」と視聴者からの問い合わせが相次いだ。2024年1月にはチューリップテレビ「N6」の特集で橋本とせいなの対面が実現し、FMとやまのせいなの番組にも橋本がゲスト出演で共演している。

## 担当番組

### 現在
- N6 - 金曜日サブキャスター
- チューリップテレビNEWS

### 過去

#### TOKYO FM
- TOKYO FM NEWS
- TOKYO SLOW NEWS - 「アングルTODAY」担当